# Coupe de la Ligue japonaise de football 1996
Navigation
Coupe de la Ligue 1994 Coupe de la Ligue 1997
La coupe de la Ligue japonaise 1996 est la 4e édition de la Coupe de la Ligue japonaise, organisée par la J.League, elle oppose les 16 équipes de J.League du 1er juin 1996 au 25 septembre 1996.
Le vainqueur se qualifie pour la Coupe Suruga Bank.

## Format
Les 16 équipes de J.League 1996 participent au tournoi.

## Phase de groupes
Les deux premiers de chaque groupe se qualifient pour les demi-finales.

### Groupe A
| Rang | Équipe              | Pts | J  | G | N | P | Bp | Bc | Diff |  | Résultats (▼ dom., ► ext.) | REY | BEL | HIR | IWA | YOK | OSA | URA | KYO |
| ---- | ------------------- | --- | -- | - | - | - | -- | -- | ---- |  | -------------------------- | --- | --- | --- | --- | --- | --- | --- | --- |
| 1    | Kashiwa Reysol      | 15  | 14 | 7 | 3 | 4 | 24 | 16 | +8   |  | Kashiwa Reysol             |     | 1-2 | 1-2 | 2-1 | 0-0 | 2-0 | 2-0 | 3-1 |
| 2    | Bellmare Hiratsuka  | 13  | 14 | 6 | 5 | 3 | 23 | 15 | +8   |  | Bellmare Hiratsuka         | 3-1 |     | 3-0 | 1-3 | 1-1 | 0-0 | 1-2 | 3-1 |
| 3    | Sanfrecce Hiroshima | 13  | 14 | 6 | 3 | 5 | 22 | 20 | +2   |  | Sanfrecce Hiroshima        | 1-3 | 2-3 |     | 1-0 | 2-2 | 1-1 | 2-3 | 0-0 |
| 4    | Júbilo Iwata        | 10  | 14 | 6 | 3 | 5 | 21 | 17 | +4   |  | Júbilo Iwata               | 1-1 | 2-1 | 1-0 |     | 0-2 | 3-1 | 2-2 | 0-0 |
| 5    | Yokohama Marinos    | 10  | 14 | 5 | 4 | 5 | 22 | 20 | +2   |  | Yokohama Marinos           | 3-1 | 0-3 | 3-5 | 2-0 |     | 2-3 | 2-0 | 0-1 |
| 6    | Gamba Osaka         | 7   | 14 | 3 | 5 | 6 | 15 | 30 | -15  |  | Gamba Osaka                | 1-4 | 1-1 | 0-3 | 0-5 | 1-1 |     | 1-1 | 4-3 |
| 7    | Urawa Red Diamonds  | 6   | 14 | 4 | 4 | 6 | 16 | 20 | -4   |  | Urawa Red Diamonds         | 1-3 | 0-0 | 0-2 | 1-2 | 2-1 | 3-0 |     | 0-1 |
| 8    | Kyoto Purple Sanga  | 6   | 14 | 3 | 5 | 6 | 14 | 19 | -5   |  | Kyoto Purple Sanga         | 0-0 | 1-1 | 0-1 | 3-1 | 1-3 | 1-2 | 1-1 |     |

### Groupe B
| Rang | Équipe               | Pts | J  | G | N | P | Bp | Bc | Diff |  | Résultats (▼ dom., ► ext.) | SHI | TOK | YOK | ICH | ANT | OSA | NAG | FUF |
| ---- | -------------------- | --- | -- | - | - | - | -- | -- | ---- |  | -------------------------- | --- | --- | --- | --- | --- | --- | --- | --- |
| 1    | Shimizu S-Pulse      | 16  | 14 | 8 | 4 | 2 | 22 | 16 | +6   |  | Shimizu S-Pulse            |     | 0-0 | 3-3 | 4-0 | 1-0 | 2-1 | 2-0 | 3-1 |
| 2    | Verdy Kawasaki       | 14  | 14 | 7 | 4 | 3 | 25 | 13 | +12  |  | Verdy Kawasaki             | 0-0 |     | 3-1 | 1-2 | 1-1 | 3-0 | 4-0 | 0-1 |
| 3    | Yokohama Flügels     | 12  | 14 | 3 | 8 | 3 | 27 | 20 | +7   |  | Yokohama Flügels           | 0-1 | 5-1 |     | 2-3 | 1-1 | 1-1 | 1-1 | 4-1 |
| 4    | JEF United Ichihara  | 10  | 14 | 6 | 4 | 4 | 20 | 22 | -2   |  | JEF United Ichihara        | 3-1 | 0-2 | 1-5 |     | 1-1 | 2-0 | 1-0 | 0-1 |
| 5    | Kashima Antlers      | 9   | 14 | 4 | 8 | 2 | 16 | 12 | +4   |  | Kashima Antlers            | 2-2 | 1-1 | 1-1 | 1-1 |     | 0-3 | 2-0 | 2-0 |
| 6    | Cerezo Osaka         | 7   | 14 | 3 | 4 | 7 | 23 | 26 | -3   |  | Cerezo Osaka               | 0-1 | 0-1 | 1-1 | 3-3 | 0-2 |     | 3-1 | 8-1 |
| 7    | Nagoya Grampus Eight | 7   | 14 | 2 | 4 | 8 | 19 | 26 | -7   |  | Nagoya Grampus Eight       | 6-1 | 0-3 | 1-1 | 1-1 | 0-2 | 6-1 |     | 3-3 |
| 8    | Avispa Fukuoka       | 3   | 14 | 3 | 4 | 7 | 14 | 31 | -17  |  | Avispa Fukuoka             | 0-1 | 2-5 | 1-1 | 0-2 | 0-0 | 2-2 | 1-0 |     |

### Phase finale
|  | Demi-finales                       | Demi-finales                    | Demi-finales                    | Demi-finales                    |                |                | Finale                          | Finale                          | Finale                          | Finale                          |
|  |                                    |                                 |                                 |                                 |                |                |                                 |                                 |                                 |                                 |
|  | Stade olympique national, Tokyo    | Stade olympique national, Tokyo | Stade olympique national, Tokyo | Stade olympique national, Tokyo |                |                | Stade olympique national, Tokyo | Stade olympique national, Tokyo | Stade olympique national, Tokyo | Stade olympique national, Tokyo |
|  | Kashiwa Reysol                     | Kashiwa Reysol                  | 1                               | 1                               |                |                | Stade olympique national, Tokyo | Stade olympique national, Tokyo | Stade olympique national, Tokyo | Stade olympique national, Tokyo |
|  | Kashiwa Reysol                     | Kashiwa Reysol                  | 1                               | 1                               |                |                | Stade olympique national, Tokyo | Stade olympique national, Tokyo | Stade olympique national, Tokyo | Stade olympique national, Tokyo |
|  | Verdy Kawasaki                     | Verdy Kawasaki                  | 2                               | 2                               |                |                | Stade olympique national, Tokyo | Stade olympique national, Tokyo | Stade olympique national, Tokyo | Stade olympique national, Tokyo |
|  | Verdy Kawasaki                     | Verdy Kawasaki                  | 2                               | 2                               | Verdy Kawasaki | Verdy Kawasaki | 3tab(4)                         | 3tab(4)                         |                                 |                                 |
|  | Stade du parc Nihondaira, Shizuoka |                                 |                                 |                                 | Verdy Kawasaki | Verdy Kawasaki | 3tab(4)                         | 3tab(4)                         |                                 |                                 |
|  |                                    |                                 | Shimizu S-Pulse                 | Shimizu S-Pulse                 | 3tab(5)        | 3tab(5)        |                                 |                                 |                                 |                                 |
|  | Shimizu S-Pulse                    | Shimizu S-Pulse                 | Shimizu S-Pulse                 | Shimizu S-Pulse                 | 3tab(5)        | 3tab(5)        | 5                               | 5                               |                                 |                                 |
|  | Shimizu S-Pulse                    | Shimizu S-Pulse                 |                                 |                                 |                |                |                                 | 5                               |                                 |                                 |
|  | Bellmare Hiratsuka                 | Bellmare Hiratsuka              | 0                               | 0                               |                |                |                                 |                                 |                                 |                                 |
|  | Bellmare Hiratsuka                 | Bellmare Hiratsuka              | 0                               | 0                               |                |                |                                 |                                 |                                 |                                 |

### Demi-finales
| Club            | Score | Club               |
| --------------- | ----- | ------------------ |
| Kashiwa Reysol  | 1 - 2 | Verdy Kawasaki     |
| Shimizu S-Pulse | 5 - 0 | Bellmare Hiratsuka |

### Finale
| Mercredi 25 septembre 1996           | Verdy Kawasaki                                          | 3 - 3 a. p.           | Shimizu S-Pulse                               | Stade olympique national, Tokyo                 |                                                 |
| 12h00 (UTC+9) (5h00 heure française) | Sanada 87e (csc) · Argel 89e · Bismarck 105e            | (0 - 0, 2 - 2, 3 - 3) | 68e Hasegawa · 81e Nicolas Oliva · 91e Santos | Spectateurs : 28 232 Arbitrage : Leslie Mottram | Spectateurs : 28 232 Arbitrage : Leslie Mottram |
| 12h00 (UTC+9) (5h00 heure française) | Nakamura 28e · Magrão 29e · Hashiratani 52e · Argel 56e | Rapport               | 26e Sawanobori · 104e Santos ·                | Spectateurs : 28 232 Arbitrage : Leslie Mottram | Spectateurs : 28 232 Arbitrage : Leslie Mottram |
| 12h00 (UTC+9) (5h00 heure française) | Tirs au but 4 - 5                                       |                       |                                               | Spectateurs : 28 232 Arbitrage : Leslie Mottram | Spectateurs : 28 232 Arbitrage : Leslie Mottram |

## Statistiques

### Meilleurs buteurs
|                    | Buteur                 | Club               | Buts | MJ |
| ------------------ | ---------------------- | ------------------ | ---- | -- |
| Médaille d'or      | Fernando Nicolas Oliva | Shimizu S-Pulse    | 9    | 16 |
| Médaille d'argent  | Koji Seki              | Bellmare Hiratsuka | 8    | 15 |
| Médaille de bronze | Masashi Nakayama       | Júbilo Iwata       | 7    | 13 |
| 4                  | Kenta Hasegawa         | Shimizu S-Pulse    | 7    | 16 |
| 5                  | Zinho                  | Yokohama Flügels   | 7    | 14 |